# Rave Un2 the Joy Fantastic
Rave Un2 the Joy Fantastic  — двадцять другий студійний альбом американського співака та композитора Прінса, який в той час називав себе невимовним символом, випущений 9 листопада 1999 року на лейблі NPG Records та Arista Records. Гостями на альбомі були Гвен Стефані, Шеріл Кроу та Ів. Прінс зробив кавер пісні Шеріл Кроу «Everyday Is a Winding Road». Альбом зайняв 18 сходинку в Billboard 200.

## Історія
Робота над альбомом почалась в 1988, але згодом проєкт був покинутий. Більшість пісень були зроблені для попередніх альбомів Lovesexy та Graffiti Bridge. У червні 1998 року Прінс продовжив роботу над проєктом та запросив для участі Гвен Стефані, Шеріл Кроу та Ів. Запис альбому відбувався в будинку-студії Прінса, а також студії «Electric Lady». Запис почався у вересні 1999 та продовжувався 2 місяці.

## Список композицій
| #     | Назва                                                            | Тривалість |
| ----- | ---------------------------------------------------------------- | ---------- |
| 1.    | «Rave Un2 the Joy Fantastic»                                     | 4:18       |
| 2.    | «Undisputed» (featuring Chuck D)                                 | 4:19       |
| 3.    | «The Greatest Romance Ever Sold»                                 | 5:29       |
| 4.    | «Segue»                                                          | 0:04       |
| 5.    | «Hot Wit U» (featuring Eve)                                      | 5:11       |
| 6.    | «Tangerine»                                                      | 1:30       |
| 7.    | «So Far, So Pleased» (featuring Gwen Stefani)                    | 3:23       |
| 8.    | «The Sun, the Moon and Stars»                                    | 5:15       |
| 9.    | «Everyday Is a Winding Road»                                     | 6:12       |
| 10.   | «Segue»                                                          | 0:18       |
| 11.   | «Man'O'War»                                                      | 5:14       |
| 12.   | «Baby Knows» (featuring Sheryl Crow)                             | 3:18       |
| 13.   | «👁 Love U, but 👁 Don't Trust U Anymore» (featuring Ani DiFranco) | 3:33       |
| 14.   | «Silly Game»                                                     | 3:29       |
| 15.   | «Strange but True»                                               | 4:12       |
| 16.   | «Wherever U Go, Whatever U Do»                                   | 3:17       |
| 17.   | «1-800-Newfunk Ad» (hidden track)                                | 0:43       |
| 18.   | «Prettyman» (hidden track)                                       | 4:23       |
| 73:50 |                                                                  |            |